# Ouled Nacer
Ouled Nacer  (in arabo أولاد ناصر‎?) è un centro abitato e comune rurale del Marocco situato nella provincia di Fquih Ben Salah, regione di Béni Mellal-Khénifra. Conta una popolazione di 28 438 abitanti (censimento 2014).